# Prahecq
Prahecq és un municipi francès situat al departament de Deux-Sèvres i a la regió de la Nova Aquitània. L'any 2007 tenia 1.994 habitants.

## Demografia

### Població
El 2007 la població de fet de Prahecq era de 1.994 persones. Hi havia 760 famílies de les quals 172 eren unipersonals (64 homes vivint sols i 108 dones vivint soles), 260 parelles sense fills, 280 parelles amb fills i 48 famílies monoparentals amb fills.
La població ha evolucionat segons el següent gràfic:
Habitants censats

### Habitatges
El 2007 hi havia 837 habitatges, 792 eren l'habitatge principal de la família, 15 eren segones residències i 30 estaven desocupats. 752 eren cases i 32 eren apartaments. Dels 792 habitatges principals, 555 estaven ocupats pels seus propietaris, 218 estaven llogats i ocupats pels llogaters i 19 estaven cedits a títol gratuït; 51 tenien una cambra, 26 en tenien dues, 77 en tenien tres, 204 en tenien quatre i 434 en tenien cinc o més. 661 habitatges disposaven pel capbaix d'una plaça de pàrquing. A 268 habitatges hi havia un automòbil i a 432 n'hi havia dos o més.

### Piràmide de població
La piràmide de població per edats i sexe el 2009 era:
| Homes | Edats   | Dones |
| ----- | ------- | ----- |
| 0     | 95 o +  | 0     |
| 0     | 90 a 94 | 24    |
| 13    | 85 a 89 | 25    |
| 10    | 80 a 84 | 26    |
| 30    | 75 a 79 | 35    |
| 17    | 70 a 74 | 27    |
| 36    | 65 a 69 | 50    |
| 51    | 60 a 64 | 36    |
| 41    | 55 a 59 | 32    |
| 50    | 50 a 54 | 56    |
| 71    | 45 a 49 | 81    |
| 59    | 40 a 44 | 60    |
| 60    | 35 a 39 | 57    |
| 71    | 30 a 34 | 63    |
| 48    | 25 a 29 | 36    |
| 47    | 20 a 24 | 24    |
| 50    | 15 a 19 | 59    |
| 60    | 10 a 14 | 58    |
| 44    | 5 a 9   | 46    |
| 45    | 0 a 4   | 31    |

## Economia
El 2007 la població en edat de treballar era de 1.238 persones, 969 eren actives i 269 eren inactives. De les 969 persones actives 905 estaven ocupades (484 homes i 421 dones) i 64 estaven aturades (27 homes i 37 dones). De les 269 persones inactives 116 estaven jubilades, 94 estaven estudiant i 59 estaven classificades com a «altres inactius».

### Ingressos
El 2009 a Prahecq hi havia 777 unitats fiscals que integraven 2.051,5 persones, la mediana anual d'ingressos fiscals per persona era de 18.905 €.

### Activitats econòmiques
Dels 90 establiments que hi havia el 2007, 1 era d'una empresa extractiva, 2 d'empreses alimentàries, 1 d'una empresa de fabricació de material elèctric, 1 d'una empresa de fabricació d'altres productes industrials, 14 d'empreses de construcció, 20 d'empreses de comerç i reparació d'automòbils, 7 d'empreses de transport, 5 d'empreses d'hostatgeria i restauració, 1 d'una empresa d'informació i comunicació, 5 d'empreses financeres, 8 d'empreses immobiliàries, 6 d'empreses de serveis, 11 d'entitats de l'administració pública i 8 d'empreses classificades com a «altres activitats de serveis».
Dels 28 establiments de servei als particulars que hi havia el 2009, 1 era una oficina d'administració d'Hisenda pública, 1 gendarmeria, 1 oficina de correu, 1 una oficina bancària, 3 tallers de reparació d'automòbils i de material agrícola, 1 taller d'inspecció tècnica de vehicles, 2 paletes, 2 guixaires pintors, 4 fusteries, 2 lampisteries, 1 electricista, 1 empresa de construcció, 2 perruqueries, 1 veterinari, 1 restaurant, 3 agències immobiliàries i 1 saló de bellesa.
Dels 6 establiments comercials que hi havia el 2009, 2 eren fleques, 1 una carnisseria, 1 una botiga de roba i 2 floristeries.
L'any 2000 a Prahecq hi havia 32 explotacions agrícoles que ocupaven un total de 1.792 hectàrees.

## Equipaments sanitaris i escolars
El 2009 hi havia 1 farmàcia i 1 ambulància.
El 2009 hi havia 1 escola maternal i 1 escola elemental. Prahecq disposava d'un col·legi d'educació secundària amb 491 alumnes.

## Poblacions més properes
El següent diagrama mostra les poblacions més properes.